# Вадреш
Вадреш (итал. Vadres) је насељено место у саставу општине Барбан у Истарској жупанији, Хрватска. До територијалне реорганизације у Хрватској налазили су се у саставу старе општине Пула.

## Становништво
Према последњем попису становништва из 2011. године у насељу Вадреш живело је 58 становника.
| година пописа  | 1857 | 1869 | 1880 | 1890 | 1900 | 1910 | 1921 | 1931 | 1948 | 1953 | 1961 | 1971 | 1981 | 1991 | 2001 | 2011 |
| бр. становника | 0    | 0    | 87   | 107  | 121  | 124  | 0    | 0    | 181  | 179  | 166  | 137  | 88   | 80   | 58   | 58   |

Напомена:У пописима 1857. и 1869. подаци су садржани у насељу Орихи и Прхати, каи део података. Од 1880. и 1890, а 1921. и 1931. у насељима Кожљани и Прхати. 1910 део података саржан је у насељу Јурићев Кал.